# Adolf Hahnl
Adolf Hahnl (* 2. April 1938) ist ein österreichischer Kunsthistoriker, Bibliothekar und Archivar.

## Leben
Das Studium bei Hans Sedlmayr schloss er mit der Promotion (Studien zu Wolfgang Hagenauer (1726–1801)) zum Dr. phil. 1969 an der Universität Salzburg ab. Er leitete die Stiftsbibliothek der Erzabtei St. Peter von 1968 bis 2003 unter Friedrich Karl Hermann, seit 2003 ist er Bibliotheks-Konsulent. 1974 bis 2003 war er auch Mitarbeiter am Dommuseum Salzburg unter Leitung Johannes Neuhardts. 1977 war er am Aufbau des Stiftsmuseums Mattsee beteiligt. Seit 1980 ist er Archivar des Stifts Mattsee.

## Schriften (Auswahl)
- als Herausgeber: Der Bildhauer Jakob Adlhart. Mit einer Autobiographie des Künstlers. Salzburg 1980, ISBN 3-7013-0596-X.
- als Herausgeber mit Siegfried Lebesmühlbacher: Mülln – ein Juwel erstrahlt wieder. Festschrift zum Abschluß der 15jährigen baulichen Sanierung und künstlerischen Restaurierung der Stadtpfarrkirche Mariae Himmelfahrt zu Salzburg-Mülln. Denkschrift der Weihe des neuen Altares versus populum und Gedenken an die erste Altar- und Kirchweihe in Mülln vor 850 Jahren, 20 Jahre Müllner Cantorey, 40 Jahre Pfadfinder in Mülln, ein Jahr Pfarrverband Mülln-Maxglan. Salzburg 1998, ISBN 3-900173-62-1.
- als Herausgeber: Abt Dominikus Hagenauer (1746–1811) von St. Peter in Salzburg. Tagebücher 1786–1810. Sankt Ottilien 2009, ISBN 978-3-8306-7359-0.
- Plus librorum. Beiträge von Adolf Hahnl zur Salzburger Kunstgeschichte. Salzburg 2013, ISBN 978-3-900173-73-9.